# Czaszkowo
Czaszkowo (deutsch Zatzkowen, 1938 bis 1945 Eisenack) ist ein Ort in der polnischen Woiwodschaft Ermland-Masuren. Er gehört zur Gmina Piecki (deutsch Peitschendorf) im Powiat Mrągowski (Kreis Sensburg).

## Geographische Lage
Czaszkowo liegt in der südlichen Mitte der Woiwodschaft Ermland-Masuren, 13 Kilometer südlich der Kreisstadt Mrągowo (deutsch Sensburg).

## Geschichte
Im Jahre 1552 wurde der nach 1871 Czatzkowen und bis 1938 Zatzkowen genannte Ort gegründet, bestehend aus einem Gut sowie ein paar großen Höfen. 1785 wurde es als adliges Gut und Dorf mit 36 Feuerstellen erwähnt. Zugehörig war der Wohnplatz Lentag (polnisch Łętowo).
Im Jahre 1874 wurden das Dorf Zatzkowen sowie das Gut Zatzkowen Teile des neu errichteten Amtsbezirks Gollingen (polnisch Goleń), der zum Kreis Sensburg im Regierungsbezirk Gumbinnen (ab 1905: Regierungsbezirk Allenstein) in der preußischen Provinz Ostpreußen gehörte.
Aufgrund der Bestimmungen des Versailler Vertrags stimmte die Bevölkerung im Abstimmungsgebiet Allenstein, zu dem Zatzkowen gehörte, am 11. Juli 1920 über die weitere staatliche Zugehörigkeit zu Ostpreußen (und damit zu Deutschland) oder den Anschluss an Polen ab. In Zatzkowen stimmten 60 Einwohner für den Verbleib bei Ostpreußen, auf Polen entfielen keine Stimmen.
Am 30. September 1928 vergrößerte sich das Dorf Zatzkowen, als die beiden Gutsbezirke Sdrojowen (1930 bis 1945 Bornfeld, polnisch Zdrojewo) und Gut Zatzkowen eingemeindet wurden. Am 3. Juni (amtlich bestätigt am 16. Juli) 1938 wurde Zatzkowen aus politisch-ideologischen Gründen der Abwehr fremdländisch klingender Ortsnamen in „Eisenack“ umbenannt.
In Kriegsfolge kam Zatzkowen resp. Eisenack 1945 mit dem gesamten südlichen Ostpreußen zu Polen und erhielt die polnische Namensform „Czaszkowo“. Heute ist es eine Ortschaft im Verbund der Landgemeinde Piecki (Peitschendorf) im Powiat Mrągowski (Kreis Sensburg), bis 1998 der Woiwodschaft Olsztyn, seither der Woiwodschaft Ermland-Masuren zugehörig.

### Einwohnerzahlen
| Jahr | Zatzkowen Dorf | Zatzkowen Gut | Gesamt |
| ---- | -------------- | ------------- | ------ |
| 1818 | 91             | 91            | 182    |
| 1839 | 87             | 53            | 140    |
| 1867 | 114            | 89            | 203    |
| 1885 | 117            | 85            | 202    |
| 1898 | 106            | 76            | 182    |
| 1905 | 107            | 86            | 193    |
| 1910 | 88             | 88            | 176    |
| 1933 |                |               | 243    |
| 1939 |                |               | 234    |

## Kirche
Bis 1934 war Zatzkowen in die evangelische Kirche Aweyden, danach bis 1945 in die Kirche Peitschendorf in der Kirchenprovinz Ostpreußen der Kirche der Altpreußischen Union, außerdem in die katholische Kirche St. Adalbert in Sensburg im damaligen Bistum Ermland eingepfarrt.
Heute gehört Czaszkowo zur evangelischen Pfarrei Mrągowo in der Diözese Masuren der Evangelisch-Augsburgischen Kirche in Polen sowie zur katholischen Pfarrei Piecki im heutigen Erzbistum Ermland in der polnischen katholischen Kirche.

## Verkehr
Czaszkowo liegt westlich der Landesstraße 59 und ist von dort über Piecki (Peitschendorf) auf einer Nebenstraße in Richtung Goleń (Gollingen) zu erreichen. Eine Bahnanbindung besteht nicht.